# Microserica humilis
Microserica humilis är en skalbaggsart som beskrevs av Brenske 1899. Microserica humilis ingår i släktet Microserica och familjen Melolonthidae. Inga underarter finns listade i Catalogue of Life.